# Cómo Será La Mujer
Cómo será la mujer es el segundo álbum de estudio de Rigo Tovar. El álbum contiene tres de sus canciones más populares, "Cómo será la mujer", "Pajarillo montañero" y "Quizás, quizás, quizás".

## Lista de canciones
| N.º | Título                                             | Duración |  |
| 1.  | «Cómo será la mujer (Rigo Tovar)»                  | 3:15     |  |
| 2.  | «Pajarillo montañero»                              | 2:32     |  |
| 3.  | «El día que seas para mí (Rigo Tovar)»             | 3:27     |  |
| 4.  | «Me voy pa'l pueblo (Mercedes Váldez)»             | 2:49     |  |
| 5.  | «Venus (Edward Marshall)»                          | 3:19     |  |
| 6.  | «El novio celoso»                                  | 3:17     |  |
| 7.  | «El amor que se alejó (Rigo Tovar)»                | 3:22     |  |
| 8.  | «Si supiera ella (Rigo Tovar)»                     | 2:32     |  |
| 9.  | «Acapulco eres mi amor (Gastón Ponce Castellanos)» | 3:04     |  |
| 10. | «Quizás, quizás, quizás (Osvaldo Ferres)»          | 3:34     |  |

- Datos: Q16246471